# 악시스 게임즈
악시스 게임즈(Aksys Games) 또는 악시스 게임즈 로컬라이제이션 주식회사(Aksys Games Localization, Inc.)는 일본 비디오 게임을 영어권 시장에 번역하고 현지화하는 전문 비디오 게임 배급사이다. 2006년 아키보 시가 설립했다. 고객사로는 반다이 남코 게임즈, 엑시드 게임스, 아틀러스 USA 등이 있다. 악시스 게임즈는 길티 기어 시리즈에 참여하고 수많은 오토메 게임을 영어로 퍼블리싱한 것으로 가장 잘 알려져 있다. 플레이스테이션 2용 이글 아이 골프 발표와 함께 완전한 게임 퍼블리셔가 되었으며, 마이크로소프트, 닌텐도, 소니의 모든 현재 플랫폼용 게임을 퍼블리싱하겠다는 의사를 밝혔다.
이 회사의 이름은 우연히 파트너십을 맺고 있는 아크 시스템 웍스와 유사하다. 이름이 비슷하고 파트너십을 맺고 있음에도 불구하고, 두 회사 모두 서로를 소유하고 있지는 않다. 악시스 게임즈는 북미에서 아크 시스템 웍스의 많은 게임을 퍼블리싱하며, 심지어 Bit.Trip 시리즈의 일본 출시를 도왔다.
악시스는 또한 유럽 퍼블리셔인 라이징 스타 게임즈의 북미 유통사이다. 또한, 악시스는 2017년 니혼 팔콤의 롤플레잉 게임 도쿄 재너두를 미국 시장에 현지화했다.

## 비디오 게임

### 콘솔 게임

#### 플레이스테이션 2
| 제목                            | 첫 출시          | 개발사           | 플랫폼           |
| ------------------------------- | ---------------- | ---------------- | ---------------- |
| 이글 아이 골프                  | 2006년 10월 10일 | 텔레넷 재팬      | 플레이스테이션 2 |
| 길티 기어 XX 액센트 코어        | 2007년 9월 11일  | 아크 시스템 웍스 | 플레이스테이션 2 |
| 길티 기어 XX 액센트 코어 플러스 | 2009년 4월 7일   | 아크 시스템 웍스 | 플레이스테이션 2 |

#### 플레이스테이션 3
| 제목                                                        | 첫 출시          | 개발사                         | 플랫폼                 |
| ----------------------------------------------------------- | ---------------- | ------------------------------ | ---------------------- |
| 블레이블루: 캘러미티 트리거                                 | 2009년 6월 30일  | 아크 시스템 웍스               | 플레이스테이션 3       |
| 배틀 판타지아                                               | 2009년 12월 22일 | 아크 시스템 웍스               | 플레이스테이션 3 (PSN) |
| 아가레스트 전기                                             | 2010년 4월 27일  | 컴파일 하트, 레드 엔터테인먼트 | 플레이스테이션 3 (PSN) |
| 블레이블루: 컨티넘 시프트                                   | 2010년 7월 27일  | 아크 시스템 웍스               | 플레이스테이션 3       |
| 아르카나 하트 3                                             | 2011년 4월 19일  | 아크 시스템 웍스, 엑사무       | 플레이스테이션 3 (PSN) |
| 아가레스트 전기 제로                                        | 2011년 6월 14일  | 컴파일 하트, 레드 엔터테인먼트 | 플레이스테이션 3       |
| 아가레스트 전기 2                                           | 2012년 6월 26일  | 컴파일 하트, 레드 엔터테인먼트 | 플레이스테이션 3       |
| 크레이지 스트라이크 볼링                                    | 2012년 8월 21일  | 코어셀 테크놀로지              | 플레이스테이션 3 (PSN) |
| Bit.Trip Presents... Runner2: Future Legend of Rhythm Alien | 2013년 3월 5일   | 가이진 게임즈                  | 플레이스테이션 3 (PSN) |
| 마구스                                                      | 2014년 2월 25일  | 블랙 타워                      | 플레이스테이션 3       |
| 블레이블루: 크로노 판타스마                                 | 2014년 3월 25일  | 아크 시스템 웍스               | 플레이스테이션 3       |
| 하쿠오키: 신선조 이야기                                     | 2014년 5월 6일   | 아이디어 팩토리                | 플레이스테이션 3       |
| 엑스블레이즈 코드: 엠브리오                                 | 2014년 6월 24일  | 아크 시스템 웍스               | 플레이스테이션 3       |
| 아르카나 하트 3: 러브 맥스!!!!                              | 2014년 9월 23일  | 아크 시스템 웍스, 엑사무       | 플레이스테이션 3       |
| 길티 기어 Xrd                                               | 2014년 12월 16일 | 아크 시스템 웍스               | 플레이스테이션 3       |
| 언더 나이트 인-버스 엑스레이트                              | 2015년 2월 24일  | 에콜 소프트웨어, 프렌치 브레드 | 플레이스테이션 3       |
| 도쿄 트와일라이트 고스트 헌터스                             | 2015년 3월 10일  | 아크 시스템 웍스               | 플레이스테이션 3       |
| 블레이블루: 크로노 판타스마 익스텐드                        | 2015년 6월 30일  | 아크 시스템 웍스               | 플레이스테이션 3       |
| 엑스블레이즈: 로스트 메모리즈                               | 2015년 8월 11일  | 아크 시스템 웍스               | 플레이스테이션 3       |
| 에이시스 오브 어스: 프로토노부스 어설트                     | 2016년 3월 15일  | 어콰이어                       | 플레이스테이션 3       |
| 길티 기어 Xrd: 레벨레이터                                   | 2016년 6월 7일   | 아크 시스템 웍스               | 플레이스테이션 3       |
| 블레이블루: 센트럴 픽션                                     | 2016년 11월 1일  | 아크 시스템 웍스               | 플레이스테이션 3       |
| 길티 기어 Xrd: 레브 2                                       | 2017년 5월 25일  | 아크 시스템 웍스               | 플레이스테이션 3       |
| 언더 나이트 인-버스 엑스레이트[st]                          | 2018년 2월 9일   | 에콜 소프트웨어, 프렌치 브레드 | 플레이스테이션 3       |

#### 플레이스테이션 4
| 제목                                       | 첫 출시          | 개발사                          | 플랫폼                 |
| ------------------------------------------ | ---------------- | ------------------------------- | ---------------------- |
| 길티 기어 Xrd: 사인                        | 2014년 12월 16일 | 아크 시스템 웍스                | 플레이스테이션 4       |
| 블레이블루: 크로노 판타스마 익스텐드       | 2015년 6월 30일  | 아크 시스템 웍스                | 플레이스테이션 4       |
| 에이시스 오브 어스: 프로토노부스 어설트    | 2016년 3월 15일  | 어콰이어                        | 플레이스테이션 4       |
| 크로니클즈 오브 테디: 하모니 오브 엑시더스 | 2016년 3월 29일  | 룩앳마이게임                    | 플레이스테이션 4 (PSN) |
| 길티 기어 Xrd: 레벨레이터                  | 2016년 6월 7일   | 아크 시스템 웍스                | 플레이스테이션 4       |
| 도쿄 트와일라이트 고스트 헌터스            | 2016년 9월 20일  | 아크 시스템 웍스                | 플레이스테이션 4       |
| 이그지스트 아카이브: 하늘의 저편           | 2016년 10월 18일 | 스파이크 춘소프트, 트라이에이스 | 플레이스테이션 4       |
| 블레이블루: 센트럴 픽션                    | 2016년 11월 1일  | 아크 시스템 웍스                | 플레이스테이션 4       |
| 극한탈출: 더 노너리 게임즈                 | 2017년 3월 24일  | 스파이크 춘소프트               | 플레이스테이션 4       |
| 길티 기어 Xrd: 레브 2                      | 2017년 5월 25일  | 아크 시스템 웍스                | 플레이스테이션 4       |
| 제로 이스케이프: 시간의 딜레마             | 2017년 8월 18일  | 스파이크 춘소프트               | 플레이스테이션 4       |
| 스쿨걸 좀비헌터                            | 2017년 11월 17일 | 탐소프트                        | 플레이스테이션 4       |
| 도쿄 재너두 eX+                            | 2017년 12월 8일  | 팔콤                            | 플레이스테이션 4       |
| 언더 나이트 인-버스 엑스레이트[st]         | 2018년 2월 8일   | 에콜 소프트웨어, 프렌치 브레드  | 플레이스테이션 4       |
| 코드: 리얼라이즈 ~무지개 꽃다발~           | 2018년 3월 30일  | 오토메이트                      | 플레이스테이션 4       |
| 리틀 드래곤스 카페                         | 2018년 6월 29일  | 토이박스 Inc.                   | 플레이스테이션 4       |
| 데스 마크                                  | 2018년 10월 31일 | 익스피리언스 Inc.               | 플레이스테이션 4       |
| 코드: 리얼라이즈 ~겨울의 기적~             | 2019년 2월 14일  | 오토메이트, 아이디어 팩토리     | 플레이스테이션 4       |
| NG                                         | 2019년 10월 10일 | 익스피리언스 Inc.               | 플레이스테이션 4       |
| 고스트 퍼레이드                            | 2019년 10월 31일 | 렌테라 누산타라 스튜디오        | 플레이스테이션 4       |
| 언더 나이트 인-버스 엑스레이트[cl-r]       | 2020년 2월 20일  | 에콜 소프트웨어, 프렌치 브레드  | 플레이스테이션 4       |
| 틴 & 쿠나                                  | 2020년 9월 9일   | 블랙 리버 스튜디오., Inc.       | 플레이스테이션 4       |
| 언더노트: 요미의 미궁                      | 2021년 10월 28일 | 익스피리언스 Inc.               | 플레이스테이션 4       |
| 리코 런던                                  | 2021년 12월 9일  | 그라운드 섀터                   | 플레이스테이션 4       |
| 코바야시네 메이드래곤 폭렬!! 쵸로곤 브레스 | 2022년 8월 25일  | 카미나리 게임즈                 | 플레이스테이션 4       |

#### Wii
| 제목                                 | 첫 출시          | 개발사           | 플랫폼            |
| ------------------------------------ | ---------------- | ---------------- | ----------------- |
| 훅트! 리얼 모션 피싱                 | 2007년 10월 30일 | SIMS             | Wii               |
| 길티 기어 XX 액센트 코어             | 2007년 11월 15일 | 아크 시스템 웍스 | Wii               |
| 미니콥터: 어드벤처 플라이트          | 2008년 4월 11일  | 소닉 파워드      | Wii               |
| 다운타운 열혈 이야기                 | 2008년 4월 21일  | 테크노스         | Wii (버추얼 콘솔) |
| 더블 드래곤                          | 2008년 4월 28일  | 테크노스         | Wii (버추얼 콘솔) |
| 열혈경파 쿠니오군                    | 2008년 5월 5일   | 테크노스         | Wii (버추얼 콘솔) |
| 시키가미의 성 III                    | 2008년 5월 13일  | 알파 시스템      | Wii               |
| 패밀리 탁구                          | 2008년 5월 26일  | 아크 시스템 웍스 | Wii (Wii웨어)     |
| 열혈고교 피구부                      | 2008년 9월 22일  | 테크노스         | Wii (버추얼 콘솔) |
| 패밀리 글라이드 하키                 | 2009년 1월 19일  | 아크 시스템 웍스 | Wii (Wii웨어)     |
| Bit.Trip 비트                        | 2009년 3월 16일  | 가이진 게임즈    | Wii (Wii웨어)     |
| 패밀리 해적 파티                     | 2009년 5월 11일  | 아크 시스템 웍스 | Wii (Wii웨어)     |
| 길티 기어 XX 액센트 코어 플러스      | 2009년 5월 12일  | 아크 시스템 웍스 | Wii               |
| 패밀리 미니 골프                     | 2009년 6월 22일  | 아크 시스템 웍스 | Wii (Wii웨어)     |
| Bit.Trip 코어                        | 2009년 7월 6일   | 가이진 게임즈    | Wii (Wii웨어)     |
| 패밀리 슬롯카 레이싱                 | 2009년 8월 17일  | 아크 시스템 웍스 | Wii (Wii웨어)     |
| 크래쉬 엔 더 보이즈: 스트리트 챌린지 | 2009년 9월 14일  | 테크노스         | Wii (버추얼 콘솔) |
| 패밀리 테니스                        | 2009년 9월 21일  | 아크 시스템 웍스 | Wii (Wii웨어)     |
| 패밀리 카드 게임                     | 2009년 11월 2일  | 아크 시스템 웍스 | Wii (Wii웨어)     |
| 훅트! 어게인: 리얼 모션 피싱         | 2009년 11월 3일  | SIMS Co., Ltd.   | Wii               |
| 컴뱃라이브                           | 2009년 11월 20일 | 테크노스         | Wii (버추얼 콘솔) |
| Bit.Trip 보이드                      | 2009년 11월 23일 | 가이진 게임즈    | Wii (Wii웨어)     |
| 패밀리 고카트 레이싱                 | 2010년 2월 22일  | 아크 시스템 웍스 | Wii (Wii웨어)     |
| Bit.Trip 러너                        | 2010년 5월 17일  | 가이진 게임즈    | Wii (Wii웨어)     |
| 디어 캡터                            | 2010년 8월 2일   | 아크 시스템 웍스 | Wii (Wii웨어)     |
| Bit.Trip 페이트                      | 2010년 10월 25일 | 가이진 게임즈    | Wii (Wii웨어)     |
| 더비 독스                            | 2010년 11월 15일 | SIMS Co., Ltd.   | Wii (Wii웨어)     |
| Bit.Trip 컴플리트                    | 2011년 9월 13일  | 가이진 게임즈    | Wii               |

#### Wii U
| 제목                                       | 첫 출시         | 개발사       | 플랫폼      |
| ------------------------------------------ | --------------- | ------------ | ----------- |
| 크로니클즈 오브 테디: 하모니 오브 엑시더스 | 2016년 3월 31일 | 룩앳마이게임 | Wii U (e숍) |

#### 닌텐도 스위치
| 제목                                       | 첫 출시          | 개발사                         | 플랫폼        |
| ------------------------------------------ | ---------------- | ------------------------------ | ------------- |
| 리틀 드래곤스 카페                         | 2018년 6월 29일  | 토이박스 Inc.                  | 닌텐도 스위치 |
| 데스 마크                                  | 2018년 10월 31일 | 익스피리언스 Inc.              | 닌텐도 스위치 |
| 펀! 펀! 애니멀 파크                        | 2019년 3월 28일  | 일본 컬럼비아                  | 닌텐도 스위치 |
| NG                                         | 2019년 10월 10일 | 익스피리언스 Inc.              | 닌텐도 스위치 |
| 고스트 퍼레이드                            | 2019년 10월 31일 | 렌테라 누산타라 스튜디오       | 닌텐도 스위치 |
| 피싱 스타! 월드 투어                       | 2019년 11월 14일 | WFS, Inc.                      | 닌텐도 스위치 |
| 와쿠 와쿠 스위츠                           | 2019년 12월 5일  | 소닉 파워드                    | 닌텐도 스위치 |
| 데들리 프리모니션 오리진스                 | 2019년 12월 12일 | 마벨러스 Inc., 토이박스 Inc.   | 닌텐도 스위치 |
| 코드: 리얼라이즈 − 가디언 오브 리버스      | 2020년 2월 6일   | 아이디어 팩토리                | 닌텐도 스위치 |
| 언더 나이트 인-버스 엑스레이트[cl-r]       | 2020년 2월 20일  | 에콜 소프트웨어, 프렌치 브레드 | 닌텐도 스위치 |
| 코드: 리얼라이즈 ~퓨처 블레싱스~           | 2020년 4월 23일  | 아이디어 팩토리                | 닌텐도 스위치 |
| 칼라 × 말리스                              | 2020년 6월 25일  | 아이디어 팩토리                | 닌텐도 스위치 |
| 칼라 × 말리스 -언리미티드-                 | August 2020      | 아이디어 팩토리                | 닌텐도 스위치 |
| 틴 & 쿠나                                  | 2020년 9월 10일  | 블랙 리버 스튜디오., Inc.      | 닌텐도 스위치 |
| 피오피오레: 운명의 기억                    | 2020년 10월 8일  | 아이디어 팩토리, 디자인 팩토리 | 닌텐도 스위치 |
| 카페 앙샹테                                | 2020년 11월 5일  | 아이디어 팩토리, 디자인 팩토리 | 닌텐도 스위치 |
| 프리티 프린세스 파티                       | 2020년 12월 3일  | 일본 컬럼비아                  | 닌텐도 스위치 |
| 코드: 리얼라이즈 ~겨울의 기적~             | 2021년 2월 25일  | 아이디어 팩토리, 디자인 팩토리 | 닌텐도 스위치 |
| 피싱 파이터스: 미즈가미 랜드의 마스터      | 2021년 5월 27일  | 레이트그라                     | 닌텐도 스위치 |
| 올림피아 소와레                            | 2021년 9월 9일   | 아이디어 팩토리                | 닌텐도 스위치 |
| 언더노트: 요미의 미궁                      | 2021년 10월 28일 | 익스피리언스 Inc.              | 닌텐도 스위치 |
| 강아지와 고양이 동물병원                   | 2021년 11월 11일 | 일본 컬럼비아                  | 닌텐도 스위치 |
| 다이로쿠: 사쿠라타니의 요원들              | 2021년 12월 2일  | 아이디어 팩토리                | 닌텐도 스위치 |
| 리코 런던                                  | 2021년 12월 9일  | 그라운드 섀터                  | 닌텐도 스위치 |
| 배리어블 배리케이드                        | 2022년 2월 24일  | 아이디어 팩토리, 디자인 팩토리 | 닌텐도 스위치 |
| 호루히휴와 친구들                          | 2022년 6월 16일  | 픽셀                           | 닌텐도 스위치 |
| 코바야시네 메이드래곤 폭렬!! 쵸로곤 브레스 | 2022년 8월 25일  | 카미나리 게임즈                | 닌텐도 스위치 |
| 피오피오레: 에피소드 1926                  | 2022년 9월 22일  | 아이디어 팩토리, 디자인 팩토리 | 닌텐도 스위치 |
| 패러다임 패러독스                          | 2022년 10월 27일 | 아이디어 팩토리                | 닌텐도 스위치 |
| 러버 프리텐드                              | 2022년 12월 1일  | 아이디어 팩토리, 디자인 팩토리 | 닌텐도 스위치 |
| NORN9 노른+노넷                            | 2023년 3월 30일  | 아이디어 팩토리                | 닌텐도 스위치 |
| 도쿄 재너두 eX+                            | 2024년 7월 25일  | 니혼 팔콤                      | 닌텐도 스위치 |

#### 엑스박스 360
| 제목                                                        | 첫 출시          | 개발사                         | 플랫폼              |
| ----------------------------------------------------------- | ---------------- | ------------------------------ | ------------------- |
| 배틀 판타지아                                               | 2008년 9월 16일  | 아크 시스템 웍스               | 엑스박스 360        |
| 길티 기어 2: 오버추어                                       | 2008년 10월 7일  | 아크 시스템 웍스               | 엑스박스 360        |
| 블레이블루: 캘러미티 트리거                                 | 2009년 6월 30일  | 아크 시스템 웍스               | 엑스박스 360        |
| 0-D 비트 드롭                                               | 2009년 11월 11일 | 사이클론 제로                  | 엑스박스 360 (XBLA) |
| 아가레스트 전기                                             | 2010년 4월 27일  | 컴파일 하트, 레드 엔터테인먼트 | 엑스박스 360        |
| 데스스마일즈                                                | 2010년 6월 28일  | 케이브                         | 엑스박스 360        |
| 블레이블루: 컨티넘 시프트                                   | 2010년 7월 27일  | 아크 시스템 웍스               | 엑스박스 360        |
| 아가레스트 전기 제로                                        | 2011년 6월 14일  | 컴파일 하트, 레드 엔터테인먼트 | 엑스박스 360        |
| Bit.Trip Presents... Runner2: Future Legend of Rhythm Alien | 2013년 2월 27일  | 가이진 게임즈                  | 엑스박스 360 (XBLA) |
| A.R.E.S: 익스팅션 어젠다 EX                                 | 2013년 10월 2일  | 익스텐드 스튜디오              | 엑스박스 360 (XBLA) |

#### 엑스박스 원
| 제목                                 | 첫 출시         | 개발사           | 플랫폼      |
| ------------------------------------ | --------------- | ---------------- | ----------- |
| 블레이블루: 크로노 판타스마 익스텐드 | 2015년 6월 30일 | 아크 시스템 웍스 | 엑스박스 원 |

### 휴대용 게임

#### 닌텐도 DS
| 제목                                       | 첫 출시          | 개발사                         | 플랫폼               |
| ------------------------------------------ | ---------------- | ------------------------------ | -------------------- |
| 호시가미: 루이닝 블루 어스 리믹스          | 2007년 6월 25일  | 반하우스 이펙트                | 닌텐도 DS            |
| 슈퍼 닷지볼 브롤러즈                       | 2008년 5월 27일  | 아크 시스템 웍스               | 닌텐도 DS            |
| 제이크 헌터: 탐정 크로니클즈               | 2008년 6월 11일  | 워크잼                         | 닌텐도 DS            |
| 프롬 더 어비스                             | 2008년 8월 26일  | 소닉 파워드                    | 닌텐도 DS            |
| 테레시아                                   | 2008년 10월 30일 | 워크잼                         | 닌텐도 DS            |
| 프린세스 온 아이스                         | 2008년 11월 5일  | 아크 시스템 웍스               | 닌텐도 DS            |
| 제이크 헌터 탐정 이야기: 과거의 추억       | 2009년 5월 26일  | 워크잼                         | 닌텐도 DS            |
| 로킨' 프리티                               | 2009년 7월 20일  | 아크 시스템 웍스               | 닌텐도 DS            |
| 스퀴볼스 파티                              | 2009년 10월 12일 | 아이코닉 게임즈                | 닌텐도 DS            |
| 히어로즈 사가 라에바테인 택틱스            | 2009년 10월 20일 | 겅호 온라인 엔터테인먼트       | 닌텐도 DS            |
| 애니멀 퍼즐 어드벤처                       | 2010년 1월 4일   | 아크 시스템 웍스               | 닌텐도 DSi (DSi웨어) |
| 재지 빌리아드                              | 2010년 1월 11일  | 아크 시스템 웍스               | 닌텐도 DSi (DSi웨어) |
| 월드컵 오브 풀                             | 2010년 2월 12일  | 미다스 인터랙티브 엔터테인먼트 | 닌텐도 DS            |
| 돈 크로스 더 라인                          | 2010년 6월 7일   | 주피터                         | 닌텐도 DSi (DSi웨어) |
| 리버 시티 사커 훌리건스                    | 2010년 6월 10일  | 아크 시스템 웍스               | 닌텐도 DS            |
| 블레이즈블루: 슈퍼 미니 브롤러즈 배틀 로얄 | 2010년 8월 2일   | 아크 시스템 웍스               | 닌텐도 DSi (DSi웨어) |
| 에브리데이 사커                            | 2010년 9월 20일  | 아크 시스템 웍스               | 닌텐도 DSi (DSi웨어) |
| 리버 시티 슈퍼 스포츠 챌린지               | 2010년 10월 12일 | 밀리언                         | 닌텐도 DS            |
| 극한탈출 9시간 9명 9의 문                  | 2010년 11월 16일 | 춘소프트                       | 닌텐도 DS            |
| 프로 점퍼! 길티 기어 탄젠트!?              | 2011년 6월 23일  | 아크 시스템 웍스               | 닌텐도 DSi (DSi웨어) |
| 미들 킹덤의 방어                           | 2011년 9월 15일  | 아크 시스템 웍스               | 닌텐도 DSi (DSi웨어) |

#### 닌텐도 3DS
| 제목                                                   | 첫 출시          | 개발사                       | 플랫폼                   |
| ------------------------------------------------------ | ---------------- | ---------------------------- | ------------------------ |
| 블레이블루: 컨티넘 시프트 II                           | 2011년 5월 31일  | 아크 시스템 웍스             | 닌텐도 3DS               |
| Bit.Trip 사가                                          | 2011년 9월 13일  | 가이진 게임즈                | 닌텐도 3DS               |
| 체이스: 콜드 케이스 인베스티게이션 - 디스턴트 메모리즈 | 2016년 10월 13일 | 아크 시스템 웍스             | 닌텐도 3DS (e숍)         |
| 더블 드래곤                                            | 2011년 10월 20일 | 테크노스                     | 닌텐도 3DS (버추얼 콘솔) |
| 극한탈출 ADV 착한 사람 사망입니다                      | 2012년 10월 23일 | 춘소프트                     | 닌텐도 3DS               |
| 하쿠오키: 신선조의 추억                                | 2013년 9월 24일  | 아이디어 팩토리, 오토메이트  | 닌텐도 3DS               |
| 시프팅 월드                                            | 2013년 9월 1일   | 피싱 칵투스                  | 닌텐도 3DS               |
| 모코모코 프렌즈                                        | 2015년 11월 17일 | 일본 컬럼비아                | 닌텐도 3DS               |
| 패밀리 피싱                                            | 2015년 11월 19일 | 아크 시스템 웍스             | 닌텐도 3DS (e숍)         |
| 라디오해머                                             | 2015년 12월 10일 | 아크 시스템 웍스             | 닌텐도 3DS (e숍)         |
| 슬라이스 잇!                                           | 2016년 1월 14일  | 아크 시스템 웍스, 컴투스     | 닌텐도 3DS (e숍)         |
| 랑그릿사 리:인카네이션 텐세이                          | 2016년 4월 19일  | 커리어 소프트, 마사야 게임즈 | 닌텐도 3DS               |
| 제로 이스케이프: 시간의 딜레마                         | 2016년 6월 28일  | 스파이크 춘소프트            | 닌텐도 3DS               |
| 크리핑 테러                                            | 2017년 10월 31일 | 스시 타이푼 게임즈, 메비우스 | 닌텐도 3DS               |
| 제이크 헌터 탐정 이야기: 황혼의 유령                   | 2018년 9월 28일  | 아크 시스템 웍스             | 닌텐도 3DS               |

#### 플레이스테이션 포터블
| 제목                               | 첫 출시          | 개발사                                       | 플랫폼                      |
| ---------------------------------- | ---------------- | -------------------------------------------- | --------------------------- |
| 길티 기어 XX 액센트 코어 플러스    | 2009년 4월 7일   | 아크 시스템 웍스                             | 플레이스테이션 포터블       |
| 블레이블루: 캘러미티 트리거 포터블 | 2010년 2월 25일  | 아크 시스템 웍스                             | 플레이스테이션 포터블       |
| 초형귀 제로                        | 2010년 3월 25일  | 익스트림 Co., Ltd.                           | 플레이스테이션 포터블 (PSN) |
| 미마나 이야르 크로니클             | 2010년 3월 30일  | 코가도 스튜디오, 프리미엄 에이전시           | 플레이스테이션 포터블       |
| 글래디에이터 비긴즈                | 2010년 9월 14일  | 고쇼                                         | 플레이스테이션 포터블       |
| 블레이징 소울즈 액셀레이트         | 2010년 10월 19일 | 네버랜드                                     | 플레이스테이션 포터블       |
| 지칸디아: 더 타임리스 랜드         | 2011년 3월 15일  | 오퍼스 스튜디오 Inc.                         | 플레이스테이션 포터블       |
| 블레이블루: 컨티넘 시프트 II       | 2011년 5월 31일  | 아크 시스템 웍스                             | 플레이스테이션 포터블       |
| Fate/EXTRA                         | 2011년 11월 1일  | TYPE-MOON                                    | 플레이스테이션 포터블       |
| 하쿠오키: 덧없는 벚꽃의 악마       | 2012년 2월 14일  | 아이디어 팩토리, 오토메이트                  | 플레이스테이션 포터블       |
| 하쿠오키: 신선조의 전사들          | 2012년 11월 6일  | 아이디어 팩토리                              | 플레이스테이션 포터블       |
| 라그나로크 택틱스                  | 2013년 2월 19일  | 겅호 온라인 엔터테인먼트, 아폴로소프트, 차임 | 플레이스테이션 포터블       |
| 스위트 퓨즈: 앳 유어 사이드        | 2013년 8월 27일  | 아이디어 팩토리, 오토메이트, 콤셉트          | 플레이스테이션 포터블       |

#### 플레이스테이션 비타
| 제목                                                      | 첫 출시          | 개발사                          | 플랫폼              |
| --------------------------------------------------------- | ---------------- | ------------------------------- | ------------------- |
| 블레이블루: 컨티넘 시프트 익스텐드                        | 2012년 2월 14일  | 아크 시스템 웍스                | 플레이스테이션 비타 |
| 극한탈출 ADV 착한 사람 사망입니다                         | 2012년 10월 23일 | 춘소프트                        | 플레이스테이션 비타 |
| 무라마사 리버스                                           | 2013년 6월 25일  | 바닐라웨어                      | 플레이스테이션 비타 |
| 소서리 사가: 위대한 카레 신의 저주                        | 2013년 12월 10일 | 컴파일 하트, 제로디브           | 플레이스테이션 비타 |
| 마인드 제로                                               | 2014년 5월 27일  | 어콰이어, 제로디브              | 플레이스테이션 비타 |
| 블레이블루: 크로노 판타스마                               | 2014년 6월 24일  | 아크 시스템 웍스                | 플레이스테이션 비타 |
| 엑스블레이즈 코드: 엠브리오                               | 2014년 6월 24일  | 아크 시스템 웍스                | 플레이스테이션 비타 |
| 아르카나 하트 3: 러브 맥스!!!!                            | 2014년 9월 23일  | 엑사무                          | 플레이스테이션 비타 |
| 도쿄 트와일라이트 고스트 헌터스                           | 2015년 3월 10일  | 토이박스 Inc.                   | 플레이스테이션 비타 |
| 블레이블루: 크로노 판타스마 익스텐드                      | 2015년 7월 28일  | 아크 시스템 웍스                | 플레이스테이션 비타 |
| 엑스블레이즈: 로스트 메모리즈                             | 2015년 8월 11일  | 아크 시스템 웍스                | 플레이스테이션 비타 |
| 코드: 리얼라이즈 − 가디언 오브 리버스                     | 2015년 10월 20일 | 오토메이트                      | 플레이스테이션 비타 |
| NORN9: 바르 커먼즈                                        | 2015년 11월 10일 | 오토메이트                      | 플레이스테이션 비타 |
| 에이시스 오브 어스: 프로토노부스 어설트                   | 2016년 3월 15일  | 어콰이어                        | 플레이스테이션 비타 |
| 제로 이스케이프: 시간의 딜레마                            | 2016년 6월 28일  | 스파이크 춘소프트               | 플레이스테이션 비타 |
| 불가사의 던전 떠돌이 시렌 5: 포춘 타워와 운명의 주사위    | 2016년 7월 26일  | 스파이크 춘소프트               | 플레이스테이션 비타 |
| 도쿄 트와일라이트 고스트 헌터스: 데이브레이크 스페셜 긱스 | 2016년 9월 20일  | 나우 프로덕션                   | 플레이스테이션 비타 |
| 이그지스트 아카이브: 하늘의 저편                          | 2016년 10월 18일 | 스파이크 춘소프트, 트라이에이스 | 플레이스테이션 비타 |
| 극한탈출: 더 노너리 게임즈                                | 2017년 3월 24일  | 스파이크 춘소프트               | 플레이스테이션 비타 |
| 피리어드: 큐브 ~아마데우스의 속박~                        | 2017년 4월 28일  | 아이디어 팩토리                 | 플레이스테이션 비타 |
| 도쿄 재너두                                               | 2017년 6월 30일  | 팔콤                            | 플레이스테이션 비타 |
| 닌자 우사기마루: 두 개의 꼬리 모험                        | 2017년 7월 7일   | 아크 시스템 웍스                | 플레이스테이션 비타 |
| 언더 나이트 인-버스 엑스레이트[st]                        | 2017년 7월 20일  | 에콜 소프트웨어, 프렌치 브레드  | 플레이스테이션 비타 |
| 칼라 × 말리스                                             | 2017년 7월 28일  | 아이디어 팩토리                 | 플레이스테이션 비타 |
| 드라이브 걸스                                             | 2017년 9월 8일   | 탐소프트                        | 플레이스테이션 비타 |
| 배드 애플 워즈                                            | 2017년 10월 3일  | 오토메이트, 아이디어 팩토리     | 플레이스테이션 비타 |
| 코드: 리얼라이즈 ~퓨처 블레싱스~                          | 2018년 3월 30일  | 아이디어 팩토리                 | 플레이스테이션 비타 |
| 사이키델리카 오브 더 블랙 버터플라이                      | 2018년 4월 27일  | 오토메이트                      | 플레이스테이션 비타 |
| 7'스칼렛                                                  | 2018년 5월 25일  | 오토메이트                      | 플레이스테이션 비타 |
| 사이키델리카 오브 더 애셴 호크                            | 2018년 6월 29일  | 오토메이트                      | 플레이스테이션 비타 |
| 데스 마크                                                 | 2018년 10월 31일 | 익스피리언스 Inc.               | 플레이스테이션 비타 |
| 코드: 리얼라이즈 ~겨울의 기적~                            | 2019년 2월 14일  | 오토메이트, 아이디어 팩토리     | 플레이스테이션 비타 |

#### iOS
| 제목               | 첫 출시         | 개발사            | 플랫폼 |
| ------------------ | --------------- | ----------------- | ------ |
| 더블 드래곤 아이폰 | 2011년 3월 4일  | 브리조 인터랙티브 | IOS    |
| 카마이타치의 밤    | 2014년 1월 24일 | 스파이크 춘소프트 | IOS    |
| 999: 더 노벨       | 2014년 3월 17일 | 스파이크 춘소프트 | IOS    |

### PC 게임

#### 마이크로소프트 윈도우
| 제목                                    | 첫 출시          | 개발사                       | 플랫폼                       |
| --------------------------------------- | ---------------- | ---------------------------- | ---------------------------- |
| 엑스블레이즈 코드: 엠브리오             | 2016년 3월 2일   | 아크 시스템 웍스             | 마이크로소프트 윈도우 (스팀) |
| 마인드 제로                             | 2016년 3월 8일   | 어콰이어, 제로디브           | 마이크로소프트 윈도우 (스팀) |
| 에이시스 오브 어스: 프로토노부스 어설트 | 2016년 7월 18일  | 어콰이어                     | 마이크로소프트 윈도우 (스팀) |
| 엑스블레이즈: 로스트 메모리즈           | 2016년 8월 10일  | 아크 시스템 웍스             | 마이크로소프트 윈도우 (스팀) |
| 크리핑 테러                             | 2017년 10월 31일 | 스시 타이푼 게임즈, 메비우스 | 마이크로소프트 윈도우 (스팀) |
| 도쿄 재너두 eX+                         | 2017년 12월 8일  | 팔콤                         | 마이크로소프트 윈도우 (스팀) |
| 리틀 드래곤스 카페                      | 2018년 11월 15일 | 토이박스 Inc.                | 마이크로소프트 윈도우 (스팀) |
| 데스 마크                               | 2019년 4월 4일   | 익스피리언스 Inc.            | 마이크로소프트 윈도우 (스팀) |
| 가부치                                  | 2019년 7월 18일  | h.a.n.d., Inc.               | 마이크로소프트 윈도우 (스팀) |
| NG                                      | 2019년 10월 10일 | 익스피리언스 Inc.            | 마이크로소프트 윈도우 (스팀) |
| 고스트 퍼레이드                         | 2019년 10월 31일 | 렌테라 누산타라 스튜디오     | 마이크로소프트 윈도우 (스팀) |